# Еттінггаузен (Німеччина)
Еттінггаузен (нім. Ettinghausen) — громада в Німеччині, розташована в землі Рейнланд-Пфальц. Входить до складу району Вестервальд. Складова частина об'єднання громад Вальмерод.
Площа — 2,38 км2. Населення становить 334 ос. (станом на 31 грудня 2020).